# Södersvik
Södersvik este o localitate din comuna Norrtälje, comitatul Stockholms län, provincia Småland, Norvegia, cu o suprafață de 0,80 km² și o populație de 281 locuitori (2010).